# 和田英智
和田 英智（わだ ひでとも、男性、1974年2月3日 - ）は、日本のテレビディレクター、演出家。株式会社LARGEST ARMY代表取締役。バラエティ番組を中心に活動する。東京都出身、血液型A型。
趣味はポーカー。

## 来歴
青山学院大学中退。フロム・エーに載っていた派遣の制作会社に入り、情報番組のアシスタントディレクターを担当。バラエティ番組志望だったことから、テレビ朝日系列の編集所に勤務していた同級生のすすめでスウィッシュ・ジャパンに入社。2001年に『ミミセン!』(TBS)でディレクターとしてデビュー。『学校へ行こう!』（TBS）では「B-RAPハイスクール」を企画した。その後フリーディレクターを経て独立し、TBSや日本テレビの番組に関わる。V6とはディレクターデビューの時点から関係が深く、KAT-TUNやSexy Zoneなどジャニーズ事務所所属タレントとの仕事を多く手がけた。

## 担当番組

### 現在
- なるほど!ザ・ワールド（フジテレビ／「2015 秋」以降）
- 徳井義実のチャックおろさせて〜や（BSスカパー!）
- Sexy Zone CHANNEL（CX地上波、CSフジテレビ、BSスカパー!、NOTTV、４局の演出）
- HITOSHI MATSUMOTO presents ドキュメンタル（Amazonプライム・ビデオ動画配信）
- HITOSHI MATSUMOTO presents FREEZE（Amazonプライム・ビデオ動画配信）
- 野性爆弾のザ・ワールド チャネリング（Amazonプライム・ビデオ動画配信）
- BSスカパー!の不定期特番。演出を担当。
- 華丸大吉&千鳥のテッパンいただきます!（カンテレ、総合演出）
- 千鳥のニッポンハッピーチャンネル（Amazonプライム・ビデオ動画配信、総合演出）
- カチコチTV（FANZA、総合演出）
- BAZOOKA!!!（BSスカパー!→ABEMA）

### 過去
- ミミセン!(TBS)
- 学校へ行こう!（TBS）
- 学校へ行こう!MAX（TBS）
- キャイ〜ン&ユースケ 炎の恋愛バトル（TBS特番）
- 爆笑問題のバク天!（TBS）
- グータン〜自分探しバラエティ〜（関西テレビ）
- 空飛ぶグータン〜自分探しバラエティ〜（関西テレビ）
- グータンヌーボ（関西テレビ）
- 恋愛部活（日本テレビ）
- KAT-TUNの先輩教えて下さい！大人のオキテ100（日本テレビ特番）
- カートゥンKAT-TUN（日本テレビ）
- 爆問パニックフェイス!（TBS）
- 爆問パワフルフェイス!（TBS）
- 24時間テレビ 「愛は地球を救う」（日本テレビ）
- 博士のスゴイ研究（テレビ朝日特番）
- 殿の決断ショー（TBS）
- 新型芸人オークション キリウリ〜お金のためならここまでやります〜（TBS）
- 悪魔の契約にサイン（TBS）
- 紳助社長のプロデュース大作戦!（TBS）
- もてもてナインティナイン（TBS）
- もはや神ダネ（フジテレビ）
- ギブアップ嬢（日本テレビ）
- 恋愛部活（日本テレビ）
- ビバリーヒルズ通販白書（TBS）
- お笑いさぁ〜ん（日本テレビ）
- 一週間かけて考えた最高におもしろい答え（日本テレビ）
- 鶴瓶カレンダー2009～授乳だ！逮捕だ！爆発だ！(岐阜放送)
- バキャメンタリー（TBS）
- 堂本光一のアンラッキー研究所（日本テレビ）
- 新知識階級 クマグス（TBS）
- ぱぱらっち見聞録（関西テレビ）
- 世界の果てまでイッテQ!（日本テレビ）
- バナナ・ブラマヨの新しい法律を作る会（MBS）
- 優しい人なら解ける クイズやさしいね（フジテレビ）
- 人気者から学べ そこホメ!?（フジテレビ）
- 内村と坂上の21世紀職人!!（フジテレビ）
- Sexy Zone　ライブ密着ドキュメント「Road to Dream」、「Stand and Run」演出
- 千鳥の「話の引き出し」（関西テレビ）
- 今夜はナゾトレ（フジテレビ）
- 痛快TV スカッとジャパン（フジテレビ、ディレクター）

## その他

### V6
- 森田剛ソロコンサート「GO MORITA LIVE 2008 PAINT IT BLACK（2008年10月25日 - 11月9日、東京・お台場青海J地区特設会場 Johnny'sTheater）VTR企画。
- We are Coming Century Boys LIVE Tour 2009 VTR企画。
- 「20th Century 」ライブDVD特典映像担当。
- V6 48thシングル「COLORS/太陽と月のこどもたち」特典映像 「色で振り返るV6の歴史!」担当
- V6 13thアルバム「The ONES」初回盤B特典映像「カミセン vs トニセン! 沖縄縦断VR対決」担当
- V6 ライブDVD・Blu-ray「LIVE TOUR 2017 The ONES』初回盤B特典映像「シンクロするまでリハに戻れま6」担当
- V6 49thシングル「Crazy Rays/KEEP GOING」特典映像 「V6人狼バトル 〜V狼〜」担当
- V6 50thシングル「Super Powers/Right Now」特典映像 「スーパーパワーで乗り越えろ！アドリブ6」担当
- V6 51stシングル「ある日願いが叶ったんだ/All For You」特典映像 「時代順に並べ替えろ！50マーベラス6」担当
- V6 52ndシングル「It's my life/PINEAPPLE」特典映像 「以心伝心！爆弾処理6」 「6×25必笑振り返り座談会」担当
- V6 53rdシングル「僕らは まだ/MAGIC CARPET RIDE」特典映像「V狼2021」担当
- V6 14thアルバム「STEP」初回盤B特典映像 「V6 そういえば、コレやってなかった旅」担当
- V6 4thベストアルバム「Very6 BEST」特典映像「Very Smile6」担当

### Sexy Zone
| タイトル                                                                                       | 備考                                                                    |
| ---------------------------------------------------------------------------------------------- | ----------------------------------------------------------------------- |
| 祝5周年突入企画！4年でたまった煩悩を祓え！壮絶Sexy寺修行！？                                   | 4thアルバム「Welcome to Sexy Zone」初回生産限定デラックス盤 特典映像    |
| Sexy Zone CHANNELメンバーがセレクトする神回傑作選                                              | 1stベストアルバム「Sexy Zone 5th Anniversary Best」初回限定盤B 特典映像 |
| 葉山・鎌倉 Sexy Zone 5人旅 ～サイコロで運命が決まる!?ごほうびSexyグルメツアー～                | 5thアルバム「XYZ=repainting」初回限定盤B 特典映像                       |
| イノセントな心で謎を解け!Sexy Zone質問王 ～最もSexy Innocentな男は誰だ!?～                     | 15thシングル「イノセントディズ」初回限定盤B 特典映像                    |
| Sexy Zone富士湖畔旅 ～Sexyサイクリングで新たな1PAGEを刻め!～                                   | 6thアルバム「PAGES」初回限定盤B 特典映像                                |
| カードをめくってピタリを目指せ!Sexy Zone ドリーム22 ～Sexyトーナメント編～                     | 17thシングル「麒麟の子/Honey Honey」初回限定盤A 特典映像                |
| メンバーのプライベート丸裸!?Sexy Zone ドリーム22 ～Sexyインタビュー編～                        | 17thシングル「麒麟の子/Honey Honey」初回限定盤B 特典映像                |
| Sexy Zone サイコロ旅 ～Sexyドライブで熱海から東京までポップ！ステップ!?～                      | 7thアルバム「POP×STEP!?」初回限定盤B 特典映像                           |
| Sexy Zone特別企画 「そうだ!うまくいかない時はお肉にかぶりつきえがおになろう!リフレッシュBBQ!」 | 19thシングル「NOT FOUND」初回限定盤B 特典映像                           |
| 特別バラエティ企画「高級焼肉をかけて V(部位)+V(部位) QUIZ」                                    | 2ndベストアルバム「SZ10TH」初回限定盤B 特典映像                         |

### SixTONES
- SixTONES vs Snow Man デビューシングル「Imitation Rain / D.D.」with Snow Man盤特典映像 担当

### Snow Man
- Snow Man vs SixTONES デビューシングル「D.D. / Imitation Rain」with SixTONES盤特典映像 担当
- Snow Man 2ndシングル「KISSIN'MY LIPS / Stories」初回盤B特典映像 「撮り下ろし特典映像 真実を暴け！JOKERゲーム｣ 担当
- Snow Man 3rdシングル「Grandeur」初回盤B撮り下ろし特典映像 「デビュー1周年特別企画！｣ 担当